# پرچم میسیسیپی
پرچم ایالت میسیسیپی در سال ۱۸۹۴ توسط ایالات متحده آمریکا به عنوان پرچم ایالتی پذیرفته و برگزیده شد. این تنها پرچم ایالتی آمریکا است که در آن پرچم ایالات مؤتلفه آمریکا قرار دارد.

پرچم مگنولیا
پرچم پیشنهاد شده سال ۲۰۰۱